# Cải Brussels
Cải bi xen (bi xen bắt nguồn từ từ Bruxelles /brysεl/ trong tên gọi tiếng Pháp choux de Bruxelles) là một giống cây trồng trong nhóm Gemmifera của cải bắp (loài Cải bắp dại), được trồng để ăn những mầm của nó. Các loại rau sống thường có đường kính 2,5–4 cm (0,98-1,6 in) và trông giống như cải bắp thu nhỏ. Mầm cải Brussels từ lâu đã phổ biến ở Brussels, Bỉ, và có thể có nguồn gốc ở đó.

## Dinh dưỡng

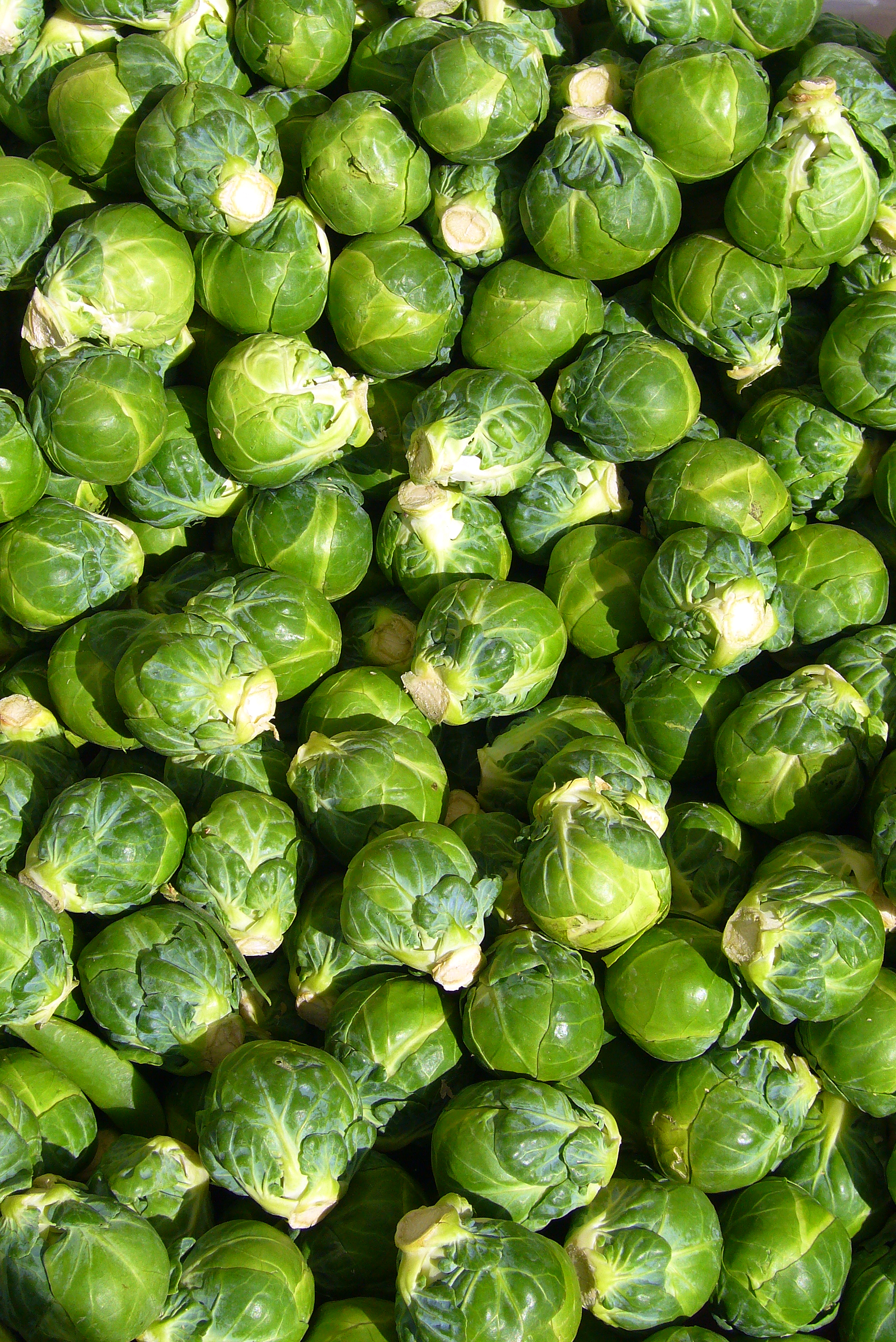

Chứa hàm lượng cao của acid folic, vitamin K. 100 g Brussels cung cấp khoảng 194 mcg vitamin K đáp ứng khoảng 242% DV, tương đương 1 búp Brussels cung cấp khoảng 33.6 mcg chiếm 42% DV.

## Ích lợi

### Ung thư
Vị đắng, mùi hăng nồng, mầm cải Brussels cũng là một siêu thực phẩm bổ sung trong chế độ ăn uống nhằm chống ung thư. Hoạt chất đáng chú ý nhất là indole-3-carbinol là một hợp chất được tìm thấy trong mầm cải Brussels khi chúng ta nghiền, xay nhỏ hoặc nhai chúng. Indole-3-carbinol đã được chứng minh thúc đẩy quá trình giải độc của nhiều chất độc hại, (bao gồm các carcinogene), và khả năng chống oxy hóa của nó.

### Tốt cho trí não
Hàm lượng cao của acid folic trong các loài Cải bắp dại (cải xoăn, cải bắp, mầm cải brussels, súp lơ và cải thìa) giúp giữ cho trí não bạn luôn nhạy bén.

### Kháng viêm, tổn thương phổi
Làm giảm hàm lượng cholesterol và có đặc tính kháng viêm, làm giảm và thậm chí đẩy lùi tổn thương phổi.

### Tăng khả năng sinh sản
Tăng hàm lượng acid folic, hóa chất cần thiết cho việc thúc đẩy khả năng sinh sản ở nam giới và phụ nữ. Đồng thời, giảm nguy cơ sẩy thai và hình thành quái thai.

## Lưu ý

### Chứa thạch tín
Dù rằng thực tế cho thấy loại rau này nằm trong danh sách những thực phẩm tốt nhất mà chúng ta nên ăn. Theo nghiên cứu của giáo sư Cottingham, cùng với những nghiên cứu khác, rễ cây mầm Brussels hấp thu rất nhiều thạch tín không bão hòa tồn tại trong đất như những loại rau thuộc họ nhà cải khác như cải thìa, súp lơ, cải xoăn. Lượng asen trong thân thể người hay ăn cải mầm cao hơn 10,4% so với những người không bao giờ hay ăn ít hơn 1 lần một tháng.

### Bệnh tim
Do có chứa nhiều vitamin K có tác dụng kích thích đông máu. Bệnh nhân đang sử dụng thuốc chống đông máu thường được khuyến cáo không nên ăn quá nhiều các loại rau có lá xanh đậm vì các loại rau này chứa nhiều vitamin K làm phản tác dụng của thuốc.

## Hình ảnh

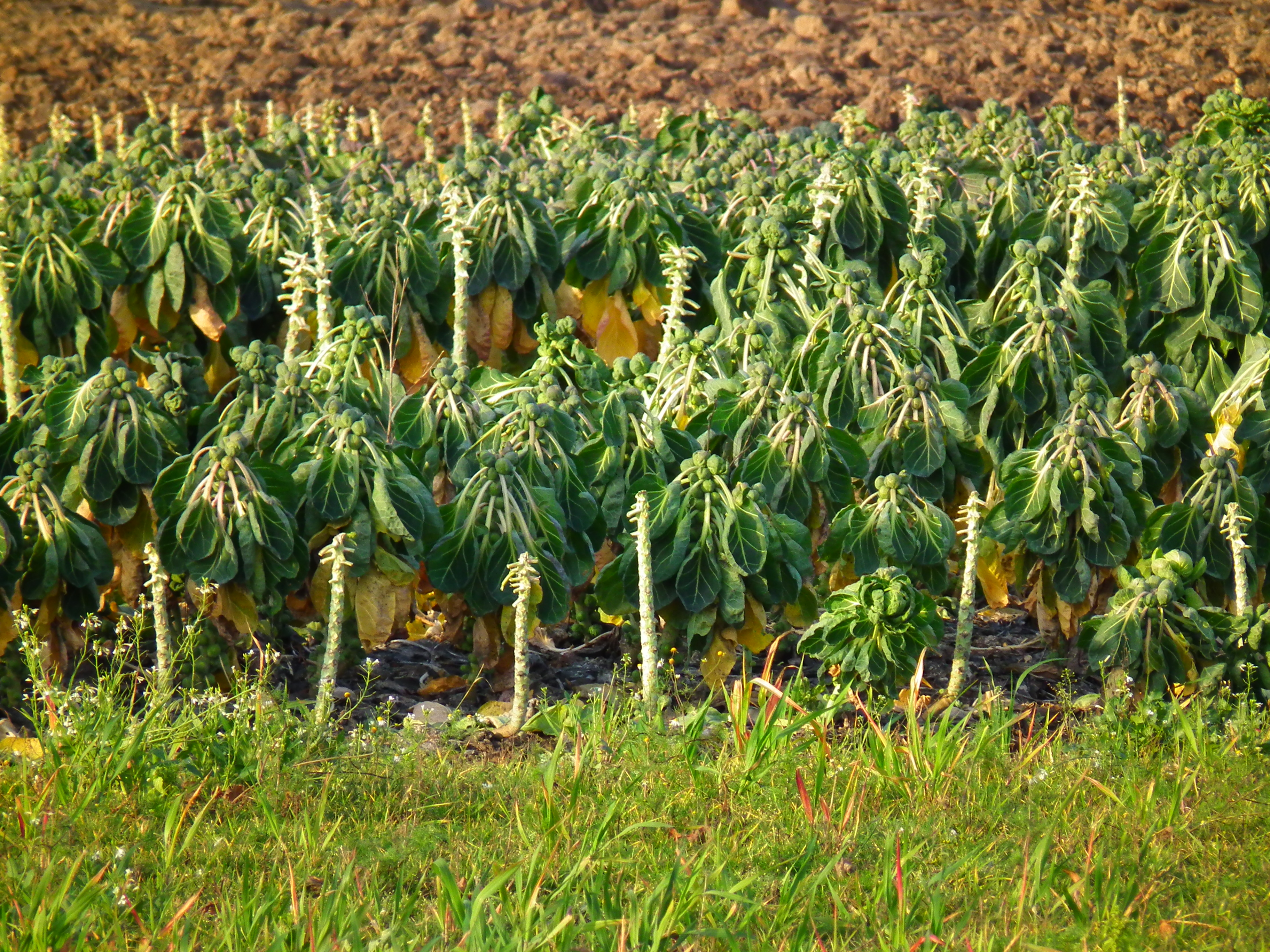
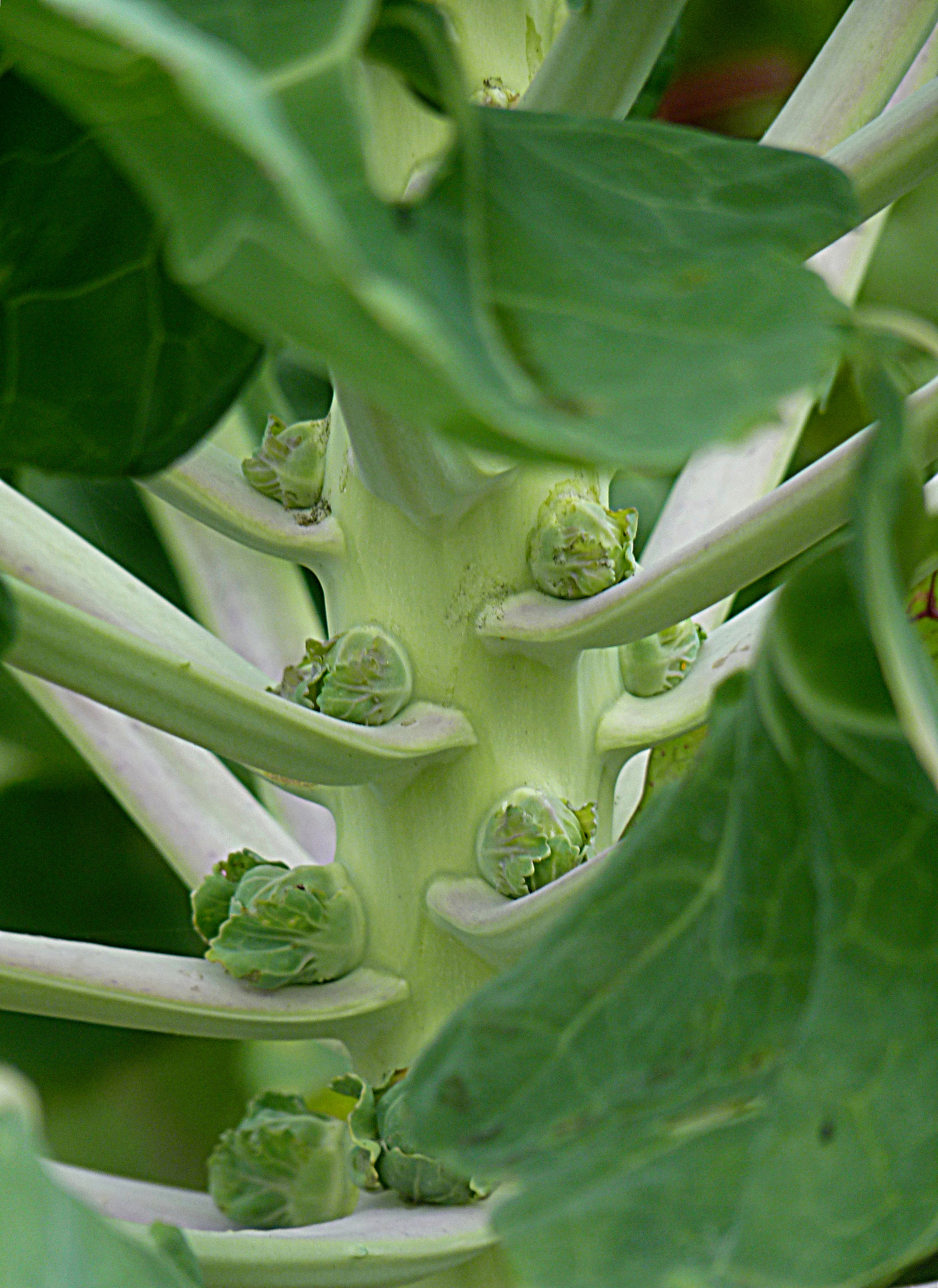
Cải Brussels khi mới hình thành
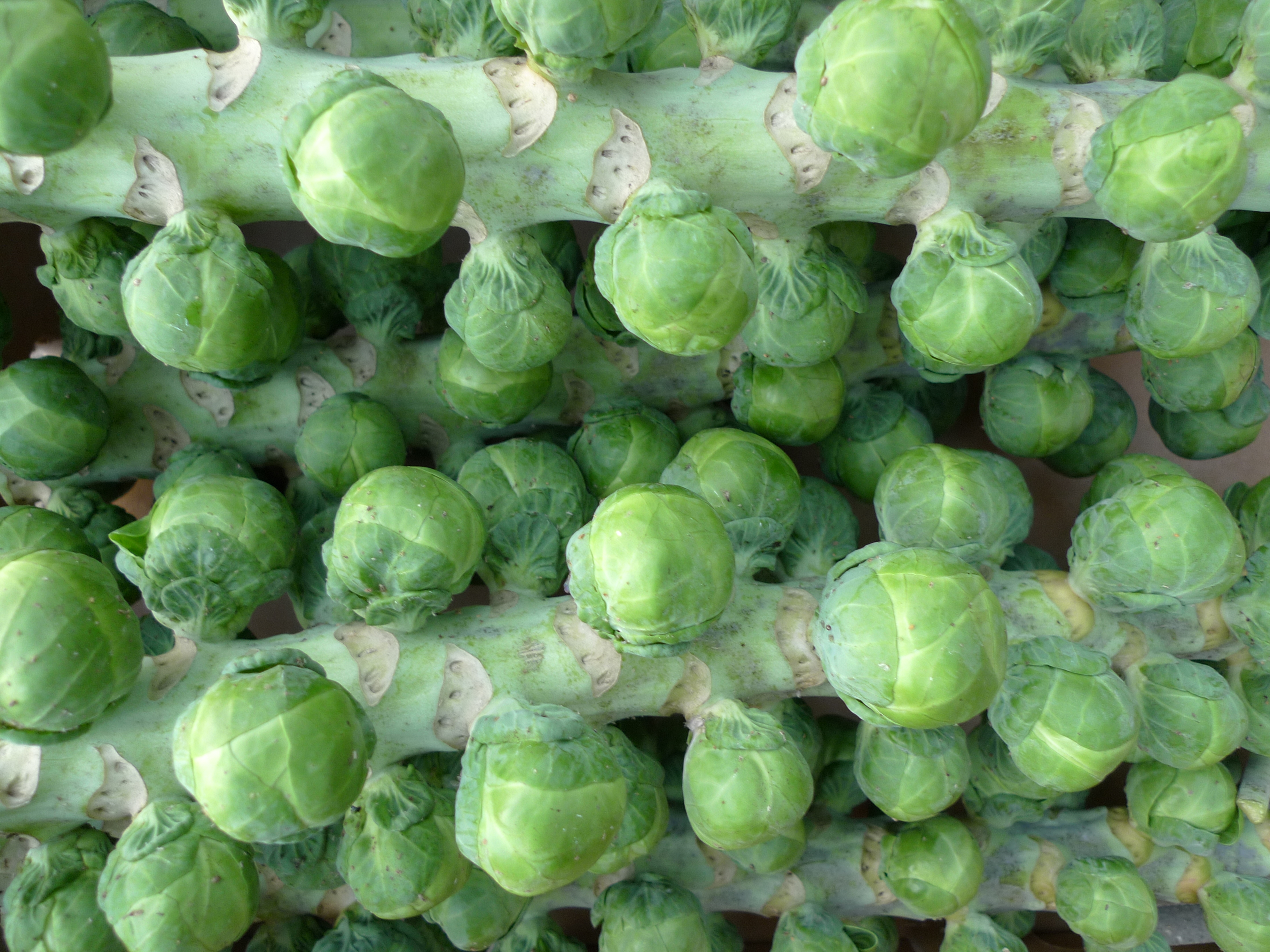
Trên cành
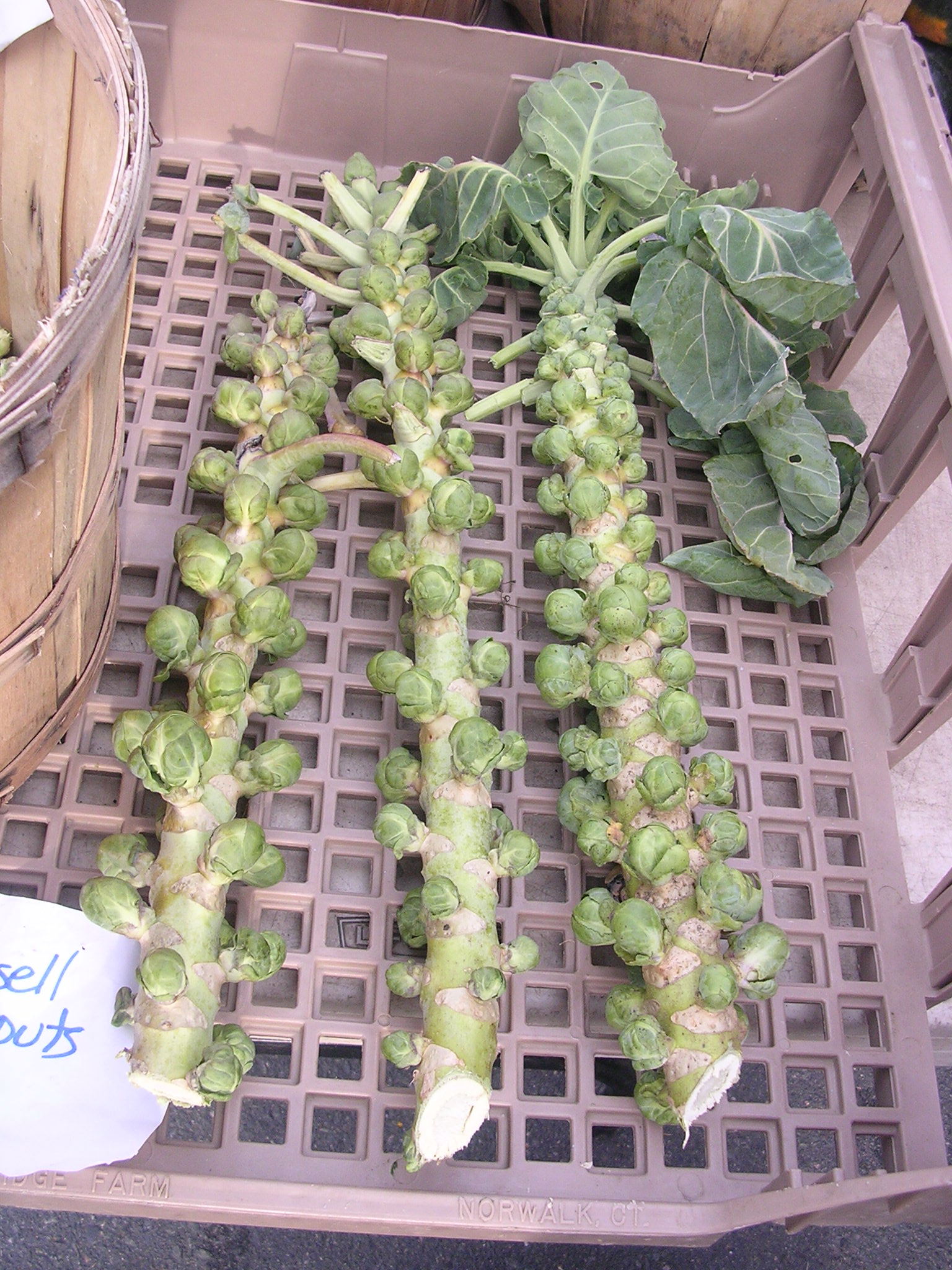
Cành và quả
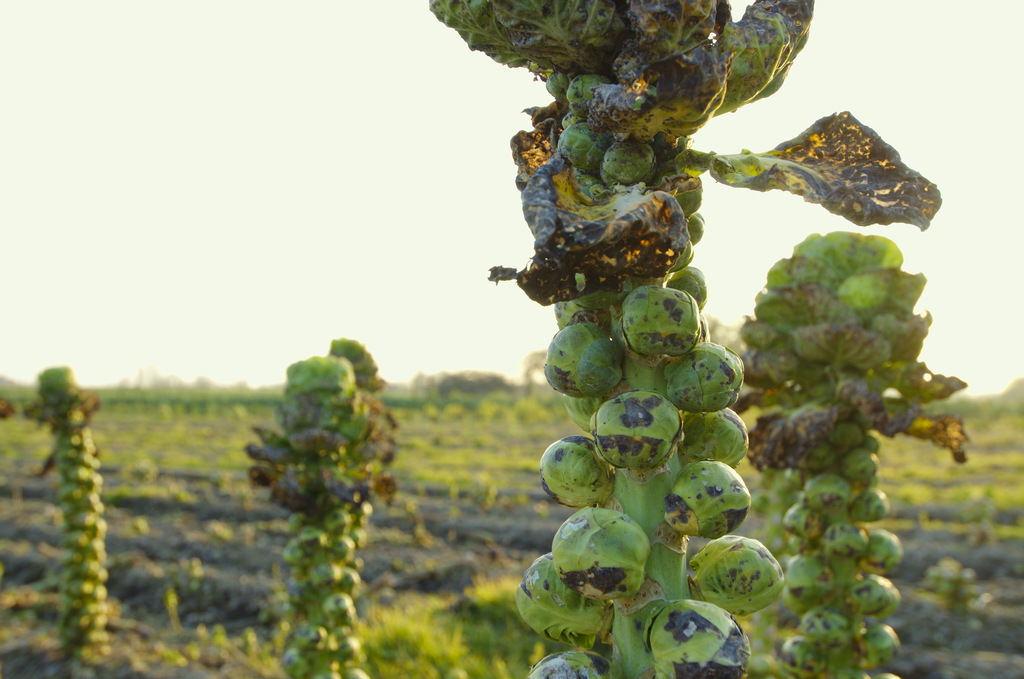
Chuẩn bị thu hoạch
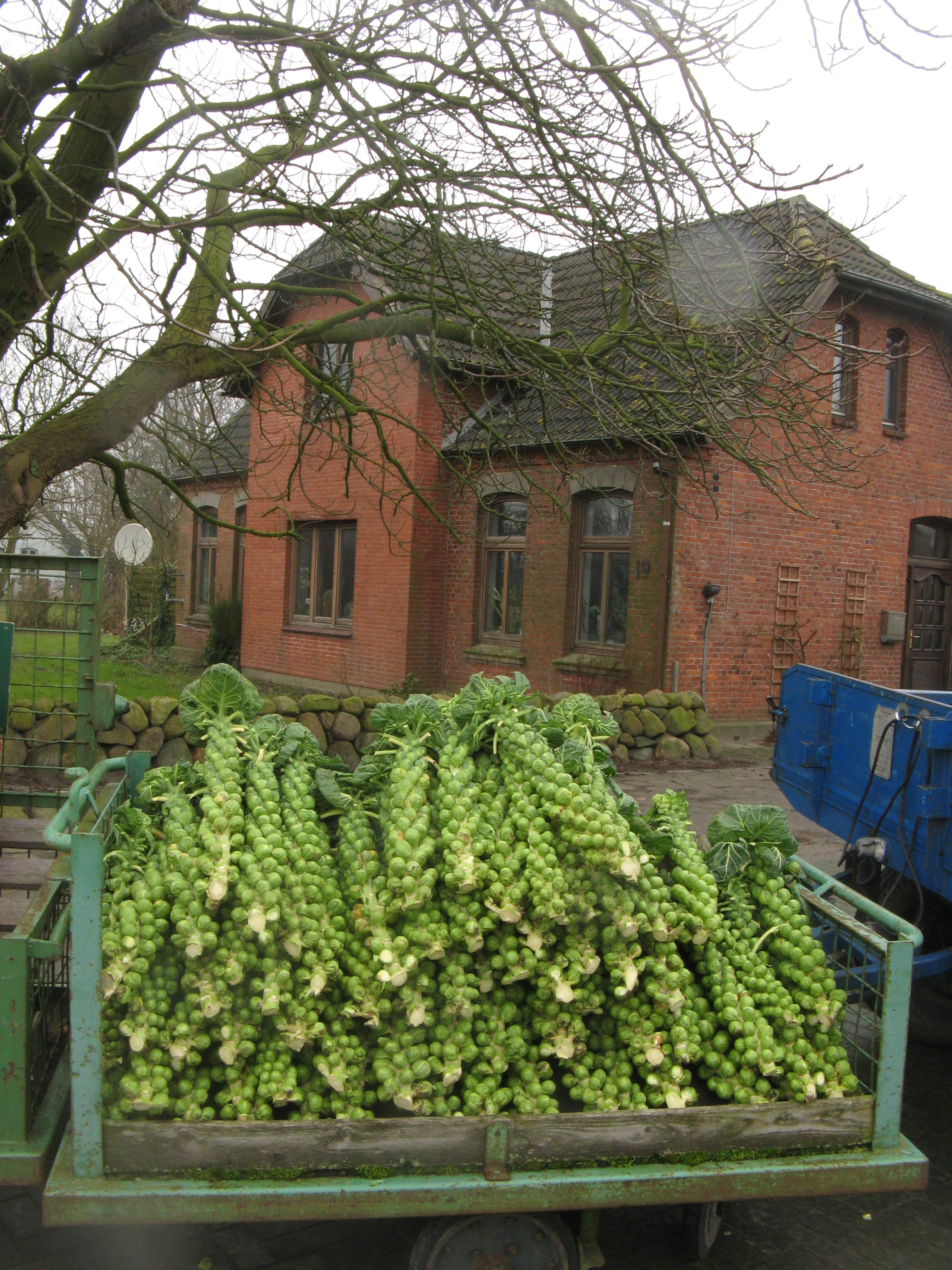
Chở đi
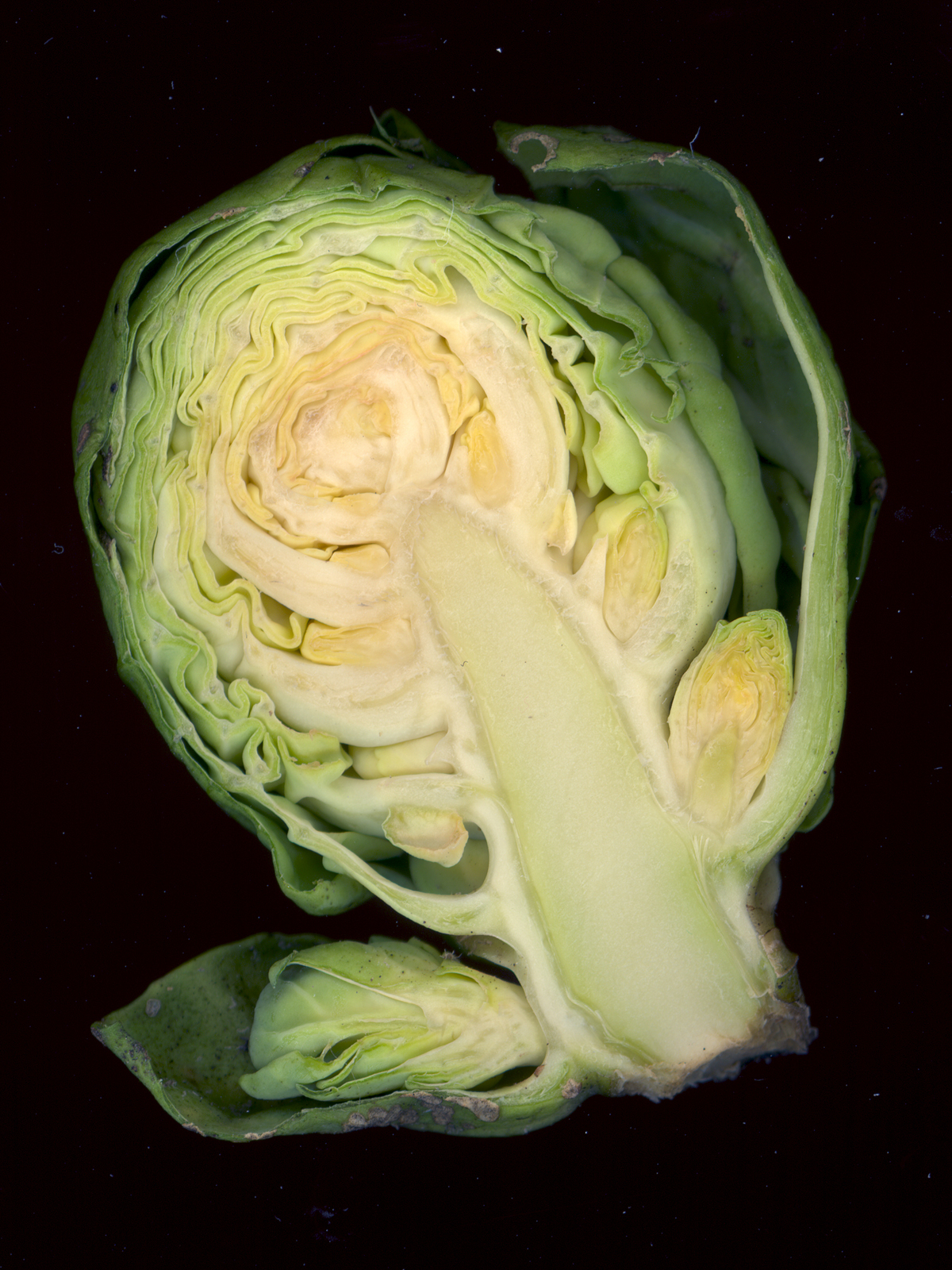
cắt ngang